# Blatna Brezovica
Blatna Brezovica este o localitate din comuna Vrhnika, Slovenia, cu o populație de 328 de locuitori.